# Kharagpur Railway Settlement
Kharagpur Railway Settlement is een census town in het district Paschim Medinipur van de Indiase staat West-Bengalen.

## Demografie
Volgens de Indiase volkstelling van 2001 wonen er 88.339 mensen in Kharagpur Railway Settlement, waarvan 51% mannelijk en 49% vrouwelijk is. De plaats heeft een alfabetiseringsgraad van 78%.